# Ekofilm
Ekofilm je český mezinárodní soutěžní festival filmů s tematikou životního prostředí, přírodního a kulturního dědictví. Vznikl v roce 1974 odtržením od festivalu Techfilm. Konal se tradičně v Ostravě, v letech 2012 a 2013 byl rozšířen do Karviné a Českého Těšína, od roku 2015 se koná celý v Brně. Podmínky jsou kodifikovány statutem. Výběrová komise postoupí vybrané snímky do vlastní soutěže, o cenách v jednotlivých kategoriích pak rozhoduje nezávislá mezinárodní odborná porota složená z odborníků z filmového světa a také z jiných, doplňujících oborů. Vyhlašovatelem Ekofilmu je Ministerstvo životního prostředí. Festival mívá pravidelně záštity pořádajících měst a České komise pro Unesco. V roce 2009 se účastnilo festivalového programu rekordních 8 tisíc diváků a v roce 2018 zaznamenali organizátoři rekordní počet přihlášených filmů, 2252 snímků.

## Historie
Ekofilm vznikl v roce 1974 odtržením od festivalu Techfilm, kdy silná sekce pořadů o životním prostředí přispěla ke vzniku samostatného festivalu. První ročník se konal v Ostravě. V té době nemohla žádná podobná akce vzniknout bez režimního posvěcení, přesto se stal jakousi oázou tichého odporu ve sféře kvality života a soustředil kolem sebe mnoho pozitivně laděných osobností, které festivalu vtiskly jeho specifickou tvář. Mezi zakládající členy a lidi úzce spjaté s Ekofilmem patřili zejména Libuše Novotná - první ředitelka festivalu, Jaroslav Stoklasa - dlouholetý předseda výběrové komise a člen mezinárodní poroty, Jan Šolc, Miroslav Martiš a další.
V prvních letech byl jediným a hlavním oficiálním pořadatelem festivalu Federální ministerstvo pro vědeckotechnický a investiční rozvoj. Od relativně skromných začátků přibývalo návštěvníků. S koncem osmdesátých let jich bylo již kolem tisícovky. Scházeli se zde odborníci i fandové, členové různých vnikajících, či již fungujících organizací pečujících v různé míře a různým způsobem o životní prostředí, často na pokraji legality, nebo mimo ni. Ze začátku nejvíce filmů ukazovalo krásy přírody v různých chráněných územích, život chráněných živočichů a péči o ně, ochranu ohrožených rostlin, národní a jiné parky a podobně. Později se stále více filmů orientovalo na hrozby ekologické katastrofy, na devastaci přírodních zdrojů. Byly zde i vynikající filmy OSN, Unesco a UNEP, ale také první ukázky činnosti Greenpeace. V rámci Ekofilmu byl každoročně pořádán seminář o výchově a péči o životní prostředí, který měla na starosti především Eliška Nováková z Ústavu krajinné ekologie ČSAV. Vrcholem Ekofilmu v Ostravě byly zejména koncem osmdesátých let panelové diskuze. V podkroví kulturního domu v Porubě bylo nabito, účastníci seděli na schodech nebo sledovali přenos diskuze na televizní obrazovce na chodbách, protože se do sálu prostě nevešli. V diskuzích vystupovali různí odborníci, často i členové Ekologické sekce Biologické společnosti při ČSAV jako kvalifikovaní kritici režimu, ale i zástupci ministerstev, nebo ústředních orgánů. V ekologicky bouřlivých osmdesátých létech se už otevřeně začínalo hovořit o stavu životního prostředí v Československu.
Ještě silnější byl po Sametové revoluci (1989) ročník 1990, kdy se náhle jako oficiální osobnosti objevili právě lidé, kteří v osmdesátých letech vedli kritickou diskuzi a nyní převzali vládní funkce. Tak Ekofilm otvírali ministři Moldan a Vavroušek a vedle sebe měli bývalé bouřliváky ve vysokých státních funkcích. Euforie začátku devadesátých let upadala. Účast na Ekofilmu klesala nejen s klesajícím zájmem občanů o stav životního prostředí, který přestal být tajnou protistátní záležitostí, ale i s menší chutí a nižšími finančními možnostmi privatizovaných podniků, zchudlých ústavů a nevládních organizací vysílat své pracovníky na Ekofilm. Po rozdělení Československa v roce 1992 se rozdělil i Ekofilm. Na Slovensku vzniknul Ekotopfilm a v ČR pokračoval Ekofilm. Vyhlašovatelem se stalo Ministerstvo životního prostředí, které společně s podnikem Krátký film také festival organizovalo. Tehdy byla ředitelkou Ekofilmu Milada Balounová.

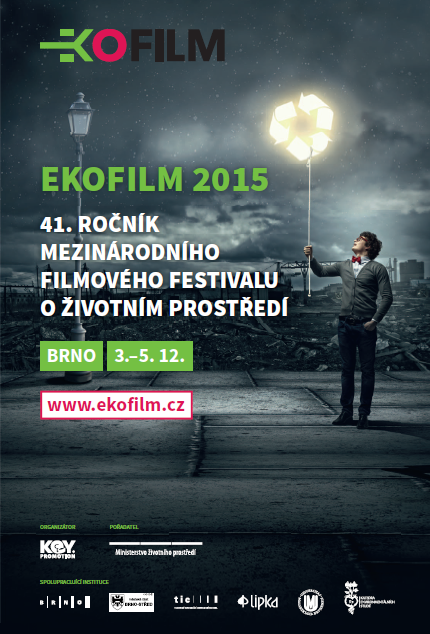
Oficiální vizuál 41. MFF Ekofilm 2015

Od roku 2012 se Mezinárodní filmový festival Ekofilm koná pravidelně na podzim v Ostravě a Karviné. V roce 2013 pak přibyl ještě Český Těšín. Čtvrtek a pátek se na festivalu nesou v duchu projekcí filmů a doprovodného programu, v sobotu se koná EKOPOUŤ.
Ekofilm je určen pro široké laické i odborné publikum. Vstup je volný. Kinosály dopoledne zaplňují školáci a večer přicházejí diváci všech věkových kategorií. Besedy s tvůrci filmů jsou oboustranně oblíbené. Po ukončení jednotlivých ročníků Ekofilmu si lze vybrané pořady zapůjčit z festivalového archivu na Ministerstvu životního prostředí k nekomerčním přehlídkám „Ozvěny Ekofilmu“, čehož využívají nejvíce organizátoři kulturních center, klubových kin a také školská zařízení.
V roce 2010 podle vyjádření jednoho z členů poroty Vlado Miluniće ministr Pavel Drobil porotu zprostředkovaně instruoval, že žádnou z festivalových cen nesmí získat film Auto*Mat Martina Marečka. Pavel Drobil obvinění odmítl. V reakci na to se několik režisérů (Filip Remunda, Martin Mareček, Vít Klusák, Ivo Bystřičan, Lucie Králová, Martin Dušek, Ondřej Provazník, Olga Špátová, Linda Jablonská a Martin Řezníček) rozhodlo svá díla z festivalu stáhnout. V návaznosti na otevřené dopisy tvůrců, vydala mezinárodní porota a organizátoři prohlášení.

### 41. ročník (2015)
41. ročník mezinárodního filmového festivalu se konal poprvé ve své historii v Brně, a to ve dnech 3.–5. 12. 2015. Ministerstvo životního prostředí tentokrát festival pořádalo ve spolupráci s agenturou Key promotion, Nadací Partnerství a Fakultou sociálních studií Masarykovy univerzity. Pořadatelem MMF Ekofilm 2015 bylo Ministerstvo životního prostředí ČR, organizátorem agentura Key promotion, s.r.o. Ředitelem MMF Ekofilm 2015 byl kreativní ředitel pořadatelské agentury festivalu Key promotion Karel Hrivňák.
V porotě usedly legendární zahraniční i domácí osobnosti např. John Zerzan (USA), Alice Parman (USA), Thomas Toivonen (Švédsko), Miroslav Janek (ČR), Rudolf Švaříček (ČR). Prezidentem festivalu se stal Laco Miko, bývalý ministr životního prostředí a ředitel odboru pro ochranu přírodních zdrojů a biodiverzity Generálního ředitelství pro životní prostředí Evropské komise.
Slavnostní vyhlášení nejlepších filmů a ocenění jejich tvůrců na 41. ročníku MFF EKOFILM proběhlo v kině Scala za účasti ministra životního prostředí Richarda Brabce, prezidenta festivalu a bývalého ministra životního prostředí Ladislava Mika, ředitele festivalu Karla Hrivňáka, poroty, zástupců partnerů, dalších významných osobností. Spolu s vyhlášením se ve Scale uskutečnila ve světové premiéře projekce filmu Plastic in my Water.
Hlavní cenu za nejlepší film 41. ročníku MFF Ekofilm obdržel film Vlčí hory slovenského režiséra Erika Baláže. Nejlepší film získal z rukou ministra Brabce 30 centimetrovou plastiku představující historickou filmovou kameru vyrobenou s ohledem na hlavní téma ročníku z přetaveného kovoodpadu. Ve dvou hlavních festivalových kategoriích Enviro a Heritage bylo rozdáno celkem 9 cen, z toho 3 zvláštní ocenění: Cena Ministra MŽP ČR, Cena Prezidenta festivalu, Cena diváků. V rámci MMF Ekofilm 2015 byla poprvé v historii udělena ve spolupráci s městem Brnem Cena za celoživotní dílo a propagaci pozitivního vztahu k přírodě, a to významné osobnosti české filmové kultury Vojtěchu Jasnému.
Jako doprovodný program probíhaly výstavy v ulicích Brna a i v prostorách Červeného kostela nebo Místodržitelského paláce. Diváci mohli navštívit výstavu zvířat vyrobených z kovu s názvem Kovozoo, výstavu o Nové Guineji, tradiční Ekotrh, prezentaci zajímavých projektů z dílny ministerstva životního prostředí, koncerty Jiřího Stivína na nástroje vyrobené z odpadků, večerní promítání filmů na brněnském náměstí Svobody.
V programu se objevily oceněné filmy spolupracujících filmových festivalů - Jeden svět, Anifilm, Kamera oko, TSTTT, Academia Film.

### 42. ročník (2016)
42. ročník Mezinárodního filmového festivalu o životním prostředí Ekofilm 2016 se koná ve dnech 13.–15. 10. 2016 v Brně. Téma 42. ročníku je „Voda a sucho“. Festivalový a doprovodný program měl být představen v průběhu srpna a září.

### 43. ročník (2017)
43. ročník EKOFILMu zaměřil svou pozornost na téma čistého vzduchu. Proběhl 5.–7. října a jeho hlavní scénou bylo kino Scala. Do soutěže se přihlásilo více než dva a půl tisíce filmů, ze kterých výběrová komise vybrala dvacet pět nejlepších. Ty usilovaly o ceny v kategoriích Krásy přírody, Středoevropské filmy a Krátké filmy. V porotě zasedli například světově uznávaný fotograf Staffan Widstrand, spolupracovník National Geographic a člen poroty World Press Photo, a jeden z nejvýraznějších světových odborníků na environmentální a sociální témata a profesor Univerzity v Michiganu Andrew Hoffman.

### 44. ročník (2018)
Nedostatek vody v krajině pohledem světových filmařů. Takový byl 44. ročník EKOFILMu v Brně. Uskutečnil se od 11. do 13. října a jeho ústředním tématem byla voda v krajině. Filmový program v kině Scala doplnily pořady pro školy v Otevřené zahradě Nadace Partnerství, besedy na Fakultě sociálních studií Masarykovy univerzity nebo přehlídka technologií na náměstí Svobody.

## Témata jednotlivých ročníků
- 45. ročník – Příroda - naše dědictví[9]
- 46. ročník – Je spotřeba potřeba?[10]
- 47. ročník – Adresa: Země[11]
- 48. ročník – Klima je změna[12]
- 49. ročník – Bez vody to nejde[13]
- 50. ročník – Jak (ne)zabít přírodu

## Velké ceny Ekofilmu v letech 1974 - 2019
- 1974 Znečištění nežádoucí (Švédsko)
- 1975 Podle zákonů přírody (SSSR)
- 1976	Hra čísel (OSN)
- 1977	Na rozcestí (Francie)
- 1978	Horká noc (ČSSR)
- 1979	Krok kupředu, odprašování vysoké pece A (SRN)
- 1980	Lidstvo – otázka rovnováhy (OSN)
- 1981	Citlivá příroda severu (SSSR)
- 1982	Uhlí a chléb (ČSSR)
- 1983	Čas pro energii (Velká Británie)
- 1984	Rekultivace v okrese Most (ČSSR)
- 1985	Kdo napraví chybu Demetry? (SSSR)
- 1986	Za jakou cenu? (Velká Británie)
- 1987 Přehrada (SSSR)
- 1988	Baltské moře (Švédsko)
- 1989	Krásné je daleko (SSSR)
- 1990	Obvinění svědkové (SSSR)
- 1991	Naše planeta Země (OSN)
- 1992	Naše společná budoucnost (Finsko)
- 1993	Dekáda rozhodnutí (USA)
- 1994	Arktidská tragédie (Švédsko)
- 1995	Mít nebo být? (Česko)
- 1996	se MFF Ekofilm nekonal
- 1997	Harmonie v zelené a modré (Česko)
- 1998	Od Čečny k Černobylu (USA)
- 1999	Smrt Bizona (Švédsko)
- 2000	Arktidské dilema (Dánsko)
- 2001	Tajuplné Mamberamo (Slovensko)
- 2002	Řeka Nan Či (Čína)
- 2003	Zobákem a drápem (Polsko)
- 2004	V kruhu znovuzrození (Česko)
- 2005	Zdroj (Česko)
- 2006	Iné svety (Slovenská a Česko)
- 2007	Ukrutně dobrá koupě (Dánsko)
- 2008	Zajatci bílého boha (Česko)
- 2009	Architekt odpadu (Velká Británie)
- 2010	Vetřelci z Amazonie (Francie)
- 2011	Království lesa (Velká Británie, Německo)
- 2012	Pygmejové - Děti džungle (Slovensko)
- 2013	Sladký jed (Německo)
- 2014	Stopy války (Německo)
- 2015	Vlčí Hory, Erik Baláž (Slovensko)
- 2016	The Man Who Dwarfed the Mountains, Ruchiho Shrivastava a Sumit Khanna (Indie)
- 2017	Megeti - zatoulaná vlčice, Yann Sochaczewski (Německo)
- 2018	Děkujeme za déšť! Julia Dahr (Keňa, Velká Británie, Norsko)